# Trianaea
Trianaea ist eine Pflanzengattung aus der Familie der Nachtschattengewächse (Solanaceae). Die Vertreter der Gattung wachsen meist als Epiphyten im Baumkronen in abgelegenen Wäldern des nordwestlichen Südamerikas. Der Gattungsname wurde wahrscheinlich zu Ehren des kolumbianischen Botanikers José Jerónimo Triana (1828–1890) gewählt.

## Beschreibung

### Vegetative Merkmale
Trianaea sind meist epiphytisch wachsende Pflanzen, die etwa 4 bis 6 m über dem Erdboden  auf der Wirtspflanze aufsitzen, diese mit den Wurzeln netzwerkartig umschließen und als Lianen bis zu 15 m lang oder als Sträucher bis zu 6 m hoch wachsen können. Oftmals wird ein holziger Knoten gebildet, aus dem lange Zweige wachsen. Nur in Ausnahmefällen wachsen Trianaea auch als kleine Bäume.
Die Pflanzen sind meist unbehaart, nur gelegentlich sind sie mit einfachen oder drüsigen Trichomen besetzt. Die Laubblätter sind groß, dick, glänzend und lederig oder sogar leicht fleischig. Die Blattspreite wird (selten nur 5) 10 bis 25 (selten bis 31) cm lang und (2,4) 3 bis 12 (15) cm breit, sie ist elliptisch, eiförmig-elliptisch, umgekehrt eiförmig-elliptisch oder eng umgekehrt eiförmig geformt, seltener auch linealisch-elliptisch oder eng linealisch. Die Basis ist verjüngt, die Spitze spitz zulaufend. Die Blattstiele sind 0,5 bis 2 (5) cm lang.

### Blüten
Die großen, auffälligen, terminal oder in den Blattachseln stehenden, stängelständigen Blüten sind einzelstehend oder bilden Blütenstände aus zwei bis drei Blüten. Sie sind meist fünfzählig, nur selten auch vierzählig. Sie hängen an meist 18 bis 26 cm oder seltener nur 3,5 bis 10 cm langen Blütenstielen. Der glockenförmige Kelch ist 4 bis 7 cm lang, fünfwinkelig und meist so lang wie die Kronröhre. Die Kelchzipfel sind dreieckig zugespitzt und länger als die Kelchröhre. Bis auf einen kurzen, basalen, röhrenförmigen Bereich ist die Krone trichterförmig, sie wird (5) 6 bis 10 (12) cm lang. Die Farbe der Krone ist weiß, gelblich, grünlich-gelb oder gelblich-braun. Die Kronzipfel sind abgerundet und zurückgebogen, die Ränder sind nach oben gebogen.
Die Staubblätter stehen leicht über die Krone hinaus. Die etwa 5 bis 8 mm über der Kronenbasis fixierten Staubfäden sind gerade, pfriemförmig und an der Basis behaart und stark knieförmig umgebogen. Sie sind drei bis viermal länger als die linealischen Staubbeutel und an deren Vorderseite fixiert. Die Staubbeutel sind meist 13 bis 20 × 3 bis 4 mm groß, nur in Trianaea naeka sind sie etwa 7 × 3 mm groß. Die Theka der Staubbeutel sind nicht miteinander verwachsen. Die Pollen sind mit einem Durchmesser von 26 bis 34 µm mittelgroß, die Pollenkornwand (Exine) ist 1 bis 1,2 µm dick und netzartig gestaltet. Der Fruchtknoten ist konisch geformt, fünf- oder gelegentlich vierkammerig, dabei mit entsprechend zehn oder acht Fruchtknotenfächern versehen. Der gerade Griffel steht terminal. Die Narbe ist fünf- oder vierlappig. Nektarien sind deutlich ausgebildet. Die Blüten werden von Fledermäusen befruchtet.

### Früchte und Samen
Die Früchte sind eingedrückt kugelförmige oder eiförmig-längliche Beeren mit einem Durchmesser beziehungsweise einer Länge von (3) 5 bis 7 (10) cm. Gelegentlich sind die Früchte zylindrisch mit einer Größe von 7 bis 10 × 3 bis 5 cm. Die bei Reife gelben Früchte werden vom beständigen Kelch teilweise umhüllt. Die Samen sind verlängert nierenförmig, dünn und (2) 2,5 bis 2,8 (3) × 1,2 × 0,5 mm groß, gelegentlich in der Nähe des Hilum stark gebogen, der Samenrand ist stark gewellt. Die Zellen der Samenhülle sind nicht länglich. Das wurmförmige Embryo ist gebogen, die Keimblätter stehen quer zum restlichen Embryo und sind kürzer, aber nicht breiter als dieses. Endosperm ist reichlich ausgeprägt.

## Verbreitung
Die Arten der Gattung sind in den tropischen Regenwäldern der nordwestlichen Südamerikas beheimatet, wo sie in Höhenlagen ab 800 oder 1.000 m bis in 2.500 m Höhe wachsen. Die Pflanzen sind selten und wachsen an schwer zu erreichenden Standorten.

## Systematik
In der Gattung Trianaea wurden bisher sechs unterschiedliche Arten beschrieben. Da jedoch aufgrund der schlechten Repräsentation der Gattung in Herbarien beziehungsweise aufgrund des schlechten Zustandes der Typusexemplare und der schlechten Auffindbarkeit in freier Natur kaum Aussagen über die Gültigkeit der Arten getroffen werden kann, werden von Armando Hunziker in seinem Werk „The Genera of Solanaceae“ nur zwei Arten als sicher anerkannt angesehen. Nach POWO kommt noch eine Art hinzu:
- Trianaea brevipes (Cuatrec.) S.Knapp: Sie kommt in Kolumbien vor.[2]
- Trianaea naeka S.Knapp: Sie kommt in Ecuador vor.[2]
- Trianaea nobilis Planch. & Linden: Sie kommt in Kolumbien vor.[2]

Die anderen drei beschriebenen Arten mit unsicherem Status sind:
- Trianaea neovisae Romero
- Trianaea speciosa (Drake) Soler.
- Trianaea spectabilis Cuatrec.

Die Typusart der Gattung ist Trianaea nobilis.